# Praechubbina
Praechubbina es un género de foraminífero bentónico de la subfamilia Rhapydionininae, de la familia Rhapydioninidae, de la superfamilia Alveolinoidea, del suborden Miliolina y del orden Miliolida. Su especie tipo es Praechubbina breviclaustra.  Su rango cronoestratigráfico abarca desde el Campaniense hasta el Maastrichtiense (Cretácico superior).

## Clasificación
Praechubbina incluye a las siguientes especies:
- Praechubbina cardenasensis †, también considerada como Chubbinella cardenasensis
- Praechubbina compressa †
- Praechubbina oxchucensis †
- Praechubbina obesa †, también considerada como Caribalveolina obesa
- Praechubbina ovoidea †
- Praechubbina streptospira †